# Сто франков «Сезанн»
Сто франков Сезанн — французская банкнота, эскиз которой был разработан 20 октября 1996 года и которая выпускалась Банком Франции с 15 декабря 1997 года до перехода на евро.

## История
Эта банкнота, как и другие банкноты, заменённые на евро (500 франков Пьер и Мари Кюри, 200 франков Густав Эйфель, 50 франков Сент-Экзюпери, 20 франков Дебюсси), относится к третьей серии «известные ученые и художники XX века». Банкнота была разработана французско-швейцарским дизайнером Роджером Пфундом. Банкнота печаталась с 1997 по 1999 годы. Она перестала быть законным платежным средством с 18 февраля 2002 г. и принималась в филиалах банка Франции, в Центральном банке заморских департаментов до 17 февраля 2012 включительно.

## Описание
Автор дизайна банкноты — Роже Пфунд.
Доминирующими цветами являются оранжевый, красный и зелёный.
На аверсе: справа портрет Поля Сезанна со старинной фотографии. На заднем плане — деталь картины, изображающей море, написанной с 1878 по 1879 год. Над водяным знаком показан вид на Jas де Bouffan (отчий дом Сезанна). Слева флуоресцентным зелёным цветом изображена палитра художника. Под водяным знаком изображён горный массив Сент-Виктуар, который часто писал Сезанн. Наконец, слева — стилизованное изображение игроков в карты.
На реверсе: главной темой является картина «Яблоки и печенье», созданная в 1880 году. В правой верхней части расположен водяной знак. Рядом расположено уникальное многоцветное колесо, разработанное Сезанном. В нижней части банкноты расположено стилизованное изображение игроков в карты.
Водяной знак представляет собой портрет Сезанна, взятый со старинной фотографии.
Другие меры безопасности включают: защитные нити; металлические вставки с целью защиты от ксерокопирования и микропечать, различные цветовые гаммы.
Размеры банкноты составляют 133 мм х 80 мм.